# Abschnittsbevollmächtigter

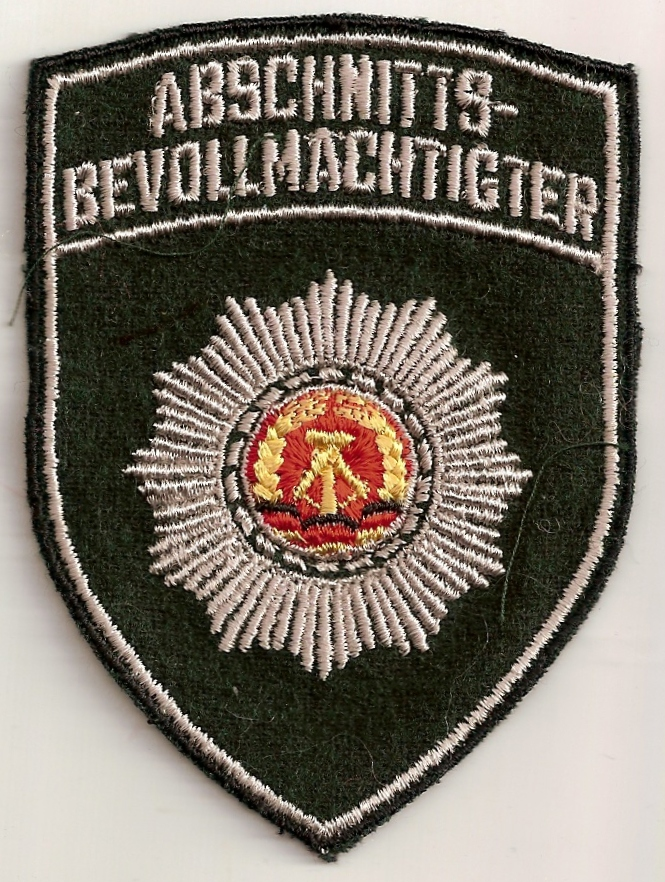
ABV Politieembleem

Een Abschnittsbevollmächtigter (ABV) was in de DDR een politiebeambte van de Volkspolizei.
Het was een soort buurt-/wijkagent, die verantwoordelijk was voor een bepaald gebied. De Abschnittsbevollmächtigter was het aanspreekpunt voor zowel de burgers in dat gebied, als voor de Volkspolizei. De Abschnittsbevollmächtigter was tevens verantwoordelijk voor het afgeven van gerechtelijke stukken in zijn gebied.
Daarnaast moest de Abschnittsbevollmächtigter buitenlandse bezoekers in de gaten houden en een rapport opmaken voor het Ministerie van Staatsveiligheid (de Stasi) of een DDR-burger naar het buitenland mocht.
De ABV werd in 1952 naar Russisch model in het leven geroepen. Het aantal ABV'ers varieert per inwonersaantal.
- In de grote steden zoals Berlijn 8 tot 9 per bureau.
- In middelgrote steden 9 tot 12 per stad.
- In de hoofdstad van een Landkreis 6 tot 12.
- In het daarbuiten liggende gebied van een Landkreis variërend van 40 tot 80